# Verbandsgemeinde Waldbreitbach
La comunità amministrativa di Waldbreitbach (Verbandsgemeinde Waldbreitbach) era una comunità amministrativa della Renania-Palatinato, in Germania.
Faceva parte del circondario di Neuwied.
A partire dal 1º gennaio 2018 è stata unita alla comunità amministrativa di Rengsdorf per costituire la nuova comunità amministrativa Rengsdorf-Waldbreitbach.

## Suddivisione
Comprendeva 6 comuni:
1. Breitscheid
2. Datzeroth
3. Hausen
4. Niederbreitbach
5. Roßbach
6. Waldbreitbach

Il capoluogo era Waldbreitbach.